# 1998년 FIFA 월드컵
1998년 FIFA 월드컵(프랑스어: Coupe du monde de football de 1998)은 남자부 축구 국가대항전의 세계 선수권 대회인 FIFA 월드컵의 16번째 대회이다. 이 대회는 1998년 6월 10일부터 7월 12일까지 프랑스에서 열렸다. 프랑스는 모로코를 제치고 FIFA에 의해 사상 두번째로 개최국이 되었다. 프랑스는 FIFA 월드컵을 두번 개최한 두번째 국가로 (첫번째 국가는 이탈리아로 1934년과 1990년에 개최하였다.) 목록에 올렸고, 또한 유럽에서의 9번째 FIFA 월드컵이었다.
대회 예선은 1996년 3월에 시작되어 1997년 11월에 종료되었다. 이 대회는 조별 리그에 참가하는 팀수가 24팀에서 32팀으로 증가한 첫 대회로, 4팀씩 8개조로 분류되었다. 총 64경기가 10개 도시의 10개 경기장에서 치러졌고, 개막전과 결승전은 생드니의 스타드 드 프랑스에서 열렸다. 또한 이 대회부터 골든골 제도가 처음 도입되었다.
대회의 우승국은 개최국 프랑스로 결승전에서 브라질을 3-0으로 꺾었다. 프랑스는 이 대회에서 사상 첫 우승을 거두며 7번째 FIFA 월드컵 우승국 (우루과이, 이탈리아, 독일, 브라질, 잉글랜드, 그리고 아르헨티나에 이어) 이 되었고, 개최국으로써 우승한 6번째 국가가 되었다. 크로아티아, 자메이카, 일본, 그리고 남아프리카 공화국이 본선 무대에 처음으로 모습을 드러냈다.
공식 슬로건은 '스포츠로 세상을 아름답게'(The beauty of a world at Play)로 하였다.

## 개최지 선정
1992년 7월 2일, 프랑스는 스위스 취리히에서 열린 FIFA 상임위원회에서 1998년 FIFA 월드컵 개최국으로 선정되었다. 프랑스는 개최지 투표에서 12대 7로 이겼다. 스위스는 FIFA의 조건을 만족시킬 수가 없어 개최를 포기하였다. 이로써 프랑스는 1986년의 멕시코와 1990년의 이탈리아에 이어 FIFA 월드컵을 두 차례 개최한 3번째 국가가 되었다. 이전에 프랑스는 1938년에 제 3회 FIFA 월드컵을 개최하였다. 1966년 대회에 우승한 잉글랜드도 이 대회 개최를 신청하였으나, UEFA 유로 1996 개최를 위해 일찍이 신청을 취소하였고 결국 그들이 원하는대로 그 대회를 유치하였다.
| 프랑스 | 12 |
| 모로코 | 7  |

### 뇌물수수, 부패에 대한 수사
2015년 6월 4일, 스위스 당국과 FBI의 협력 하에, 척 블레이저는 다른 FIFA 상임위원회가 1998년과 2010년의 FIFA 월드컵의 개최 유도를 위해 뇌물을 받았다고 확인하였다. 블레이저는 "우리는 1998년 FIFA 월드컵의 프랑스 개최와 연관하여 뇌물을 받았다"라고 내부고발하며 확인시켰다.

## 지역 예선
1995년 12월 12일, 파리의 루브르 박물관에서 1998년 FIFA 월드컵 예선 추첨식이 거행되었다. 개최국 자격으로 프랑스는 이 추첨에서 전 대회 우승국 브라질과 함께 빠졌다. 6개 대륙의 174개국이 참가하였고, 이는 전 대회에 비해 전 대회 예선에 비해 24개국이 증가한 수치이다. 유럽에서 프랑스를 제외하고 14개국이 본선에 이름을 올렸다. 조별 1위 9개국과 최고 성적을 낸 2위 1개국의 10개국은 조별 예선을 통해 결정되었고, 나머지 8개 조 2위 팀들은 4쌍으로 편성되어 플레이오프전을 치러 승자가 본선에 합류했다. CONMEBOL과 CAF에는 각각 5장씩 주어졌고, 3장은 북중미와 카리브해 지역을 주관하는 CONCACAF에게 주어져 이를 위해 30팀이 경합하였다. OFC 예선 1위는 아시아 예선 조 2위팀들 중 더 낮은 성적을 거둔 국가와 플레이오프전을 치렀다.
크로아티아, 자메이카, 일본, 그리고 남아프리카 공화국의 4개국이 이 대회에 처음 모습을 드러냈다. 본선행 막차를 탄 국가는 이란으로, 1997년 11월 29일에 오스트레일리아를 플레이오프전 끝에 이기고 합류했다. 튀니지는 1978년 이후 처음으로 본선 무대를 밟았다. 칠레 또한 1982년 이후로는 이 대회가 처음이다. 파라과이와 덴마크는 1986년 이후 처음으로 이 대회에 등장했다. 오스트리아, 잉글랜드, 스코틀랜드, 유고슬라비아는 1994년에 본선행이 좌절된 후 다시 본선행에 성공했다. 진출을 실패한 국가들 중에는 2회 우승국 우루과이가 있었는데 전 대회에 이어 이번에도 본선행이 좌절되었고, 1994년에 3위를 기록한 스웨덴도 본선 진출에 실패하였다. 러시아는 이탈리아와의 플레이오프전에서 패해 구 소비에트 연방시절의 1978년 이후 처음으로 본선행이 좌절되었다. 최근에 열린 2018년 대회까지 이 대회는 스코틀랜드, 노르웨이, 오스트리아, 불가리아, 루마니아, 그리고 자메이카가 밟은 마지막 FIFA 월드컵 본선 무대이다.

### 본선 진출국 목록

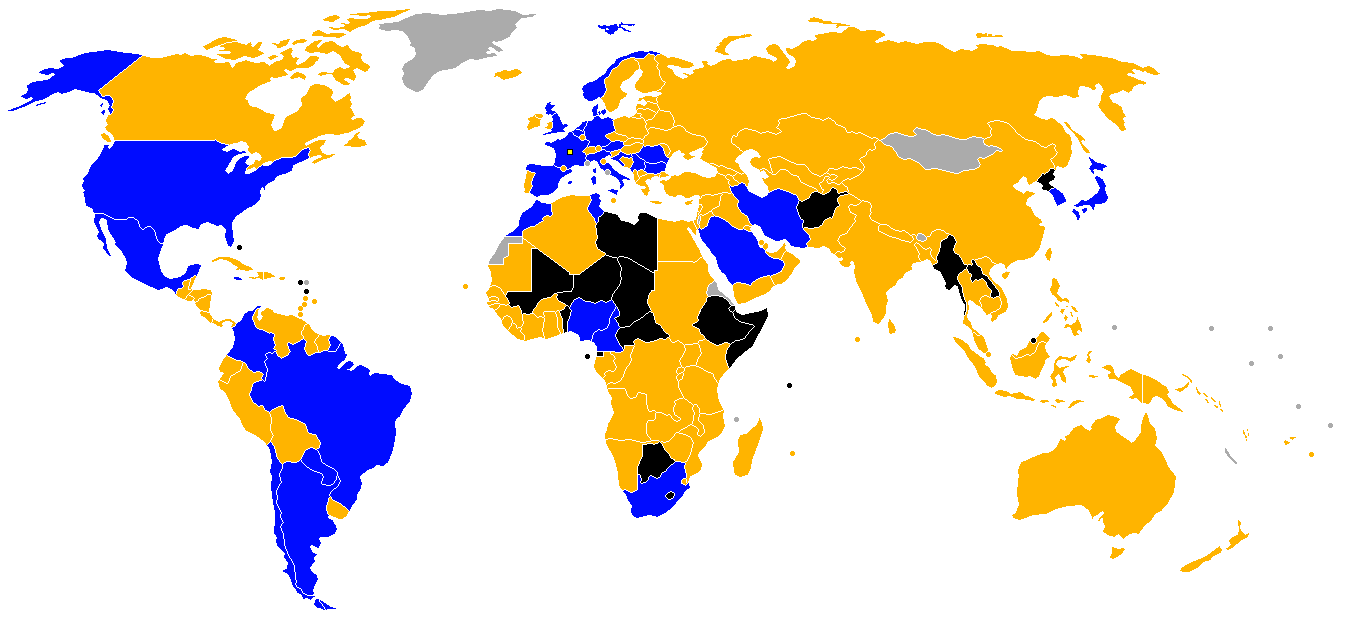
본선 진출국
탈락국
불참국
FIFA 비회원국

다음은 본선에 진출한 32개국과 각국의 1998년 5월 20일 기준의 FIFA 랭킹이다.
| AFC (4) - 대한민국 (20) - 사우디아라비아 (34) - 이란 (42) - 일본 (12) CAF (5) - 나이지리아 (74) - 남아프리카 공화국 (24) - 모로코 (13) - 카메룬 (49) - 튀니지 (21) OFC (0) - 모두 탈락 (오스트레일리아가 이란에게 패해 탈락하였다.) | CONCACAF (3) - 멕시코 (11) - 미국 (14) - 자메이카 (30) CONMEBOL (5) - 브라질 (1) (1994년 FIFA 월드컵 우승국) - 아르헨티나 (6) - 칠레 (9) - 콜롬비아 (10) - 파라과이 (29) | UEFA (15) - 네덜란드 (25) - 노르웨이 (7) - 덴마크 (27) - 독일 (2) - 루마니아 (22) - 벨기에 (36) - 불가리아 (35) - 스코틀랜드 (41) - 스페인 (4) - 오스트리아 (31) - 유고슬라비아 (8) - 이탈리아 (3) - 잉글랜드 (5) - 크로아티아 (19) - 프랑스 (18) (개최국) |  |

## 개최 도시 및 경기장
프랑스는 80,000석짜리 국립경기장과 전국 9개의 다른 경기장과 엮어서 FIFA 월드컵 개최를 신청하였다. 1992년 7월에 대회 개최가 확정되자, 지역 구단의 구장들이 최소 40,000석이라는 FIFA의 조건을 만족시키지 못하는 것으로 확인되었다. 본래 국립경기장으로 계획된 '대경기장' (Grand Stade) 은 모든 계획 과정에 있어 논란의 대상이 되었다. 경기장의 위치는 정치, 경제, 국가적 상징에 따라 결정되었다. 당시 파리 시장이었던 자크 시라크는 에두아르 발라뒤르 총리와 성공적으로 협상하여 현재 명칭인 스타드 드 프랑스로 계획을 잡고 수도 바로 북쪽의 생드니로 위치를 확정시켰다. 경기장은 1995년 12월에 착공되어 26개월 후인 1997년 11월에 건설을 완료했는데, ₣2.67 B의 예산이 소요되었다.
나머지 개최 경기장은 기존의 14개 도시에서 결정되었다. FIFA와 CFO는 준비 상황의 진척도와 질에 주시하였고, 대회 전에 이전까지 시행해오던 주간 구장 점검까지 완료시켰다. 몽펠리에는 스트라스부르와 비교하여 상주 인구와 지역 축구 구단에 대한 열기가 적고 기업 주관적이었기 때문에 적었기 때문에 이 도시의 본선 유치는 의외였다. 몽펠리에는 FIFA 월드컵을 개최하기에 더 야망에 차있다고 평가하였다. 지역 도시와 당국은 이전 20년 동안 축구에 천문학적인 투자를 한 바 있고, 1997년 초에 종사자 수로 경제적 영향력을 측정할 수 있었다. 이 대회에 사용된 경기장은 이전에 1938년 FIFA 월드컵을 개최한 적이 있었다. 마르세유의 스타드 벨로드롬, 툴루즈의 스타드 뮈니시팔, 리옹의 제를랑, 보르도의 파르크 레스퀴르, 그리고 파리의 파르크 데 프랭스는 1938년과 마찬가지로 1998년 대회의 경기를 개최하게 되었다
| 생드니                                                                   | 마르세유                                                                             | 파리                                                                                 | 랑스                                                                      |
| ------------------------------------------------------------------------ | ------------------------------------------------------------------------------------ | ------------------------------------------------------------------------------------ | ------------------------------------------------------------------------- |
| 스타드 드 프랑스                                                         | 스타드 벨로드롬                                                                      | 파르크 데 프랭스                                                                     | 스타드 펠릭스 볼라르                                                      |
| 북위 48° 55′ 28″ 동경 2° 21′ 36″ / 북위 48.92444° 동경 2.36000°          | 북위 43° 16′ 11″ 동경 5° 23′ 45″ / 북위 43.26972° 동경 5.39583°                      | 북위 48° 50′ 29″ 동경 2° 15′ 11″ / 북위 48.84139° 동경 2.25306°                      | 북위 50° 25′ 58.26″ 동경 2° 48′ 53.47″ / 북위 50.4328500° 동경 2.8148528° |
| 수용인원: 81,338명                                                       | 수용인원: 60,031명                                                                   | 수용인원: 49,000명                                                                   | 수용인원: 41,800명                                                        |
|                                                                          |                                                                                      |                                                                                      |                                                                           |
| 리옹                                                                     | 생드니마르세유파리랑스리옹낭트툴루즈생테티엔보르도몽펠리에1998년 FIFA 월드컵(프랑스) | 생드니마르세유파리랑스리옹낭트툴루즈생테티엔보르도몽펠리에1998년 FIFA 월드컵(프랑스) | 낭트                                                                      |
| 스타드 드 제를랑                                                         | 생드니마르세유파리랑스리옹낭트툴루즈생테티엔보르도몽펠리에1998년 FIFA 월드컵(프랑스) | 생드니마르세유파리랑스리옹낭트툴루즈생테티엔보르도몽펠리에1998년 FIFA 월드컵(프랑스) | 스타드 드 라 보주아르                                                     |
| 북위 45° 43′ 26″ 동경 4° 49′ 56″ / 북위 45.72389° 동경 4.83222°          | 생드니마르세유파리랑스리옹낭트툴루즈생테티엔보르도몽펠리에1998년 FIFA 월드컵(프랑스) | 생드니마르세유파리랑스리옹낭트툴루즈생테티엔보르도몽펠리에1998년 FIFA 월드컵(프랑스) | 북위 47° 15′ 20.27″ 서경 1° 31′ 31.35″ / 북위 47.2556306° 서경 1.5253750° |
| 수용인원: 41,200명                                                       | 생드니마르세유파리랑스리옹낭트툴루즈생테티엔보르도몽펠리에1998년 FIFA 월드컵(프랑스) | 생드니마르세유파리랑스리옹낭트툴루즈생테티엔보르도몽펠리에1998년 FIFA 월드컵(프랑스) | 수용인원: 38,500명                                                        |
|                                                                          | 생드니마르세유파리랑스리옹낭트툴루즈생테티엔보르도몽펠리에1998년 FIFA 월드컵(프랑스) | 생드니마르세유파리랑스리옹낭트툴루즈생테티엔보르도몽펠리에1998년 FIFA 월드컵(프랑스) |                                                                           |
| 툴루즈                                                                   | 생테티엔                                                                             | 보르도                                                                               | 몽펠리에                                                                  |
| 툴루즈 시립 경기장                                                       | 스타드 조프루아 기샤르                                                               | 파르크 레스퀴르                                                                      | 스타드 드 라 모송                                                         |
| 북위 43° 34′ 59.93″ 동경 1° 26′ 2.57″ / 북위 43.5833139° 동경 1.4340472° | 북위 45° 27′ 38.76″ 동경 4° 23′ 24.42″ / 북위 45.4607667° 동경 4.3901167°            | 북위 44° 49′ 45″ 서경 0° 35′ 52″ / 북위 44.82917° 서경 0.59778°                      | 북위 43° 37′ 19.85″ 동경 3° 48′ 43.28″ / 북위 43.6221806° 동경 3.8120222° |
| 수용인원: 37,000명                                                       | 수용인원: 36,000명                                                                   | 수용인원: 35,200명                                                                   | 수용인원: 33,900명                                                        |
|                                                                          |                                                                                      |                                                                                      |                                                                           |

## 변경 사항

### 기술적 변경 사항
이 FIFA 월드컵에서 대기심은 처음으로 카드 보드 대신에 전자 보드를 사용하였다.

### 규정 변경 사항
이 FIFA 월드컵에서 골든골 제도가 처음 도입되었고, 백태클이 즉시 퇴장감이 되었고, 경기당 허용된 교체 횟수를 3회로 증가시켰다.

## 주심
34명의 주심과 33명의 부심이 1998년 FIFA 월드컵 경기를 중재하였다. 본선 참가국 수가 32개국으로 증가함에 따라 1994년 FIFA 월드컵과 대비되게 10명의 주심과 11명의 부심이 더 참가하였다.
| CAF (5) - 이언 맥리오드 - 뤼시앙 부샤르도 - 사이드 벨콜라 - 림 케 숑 - 가말 알간두르 AFC (4) - 압둘 라만 알자이드 - 알리 부지사임 - 오카다 마사요시 - 피롬 운-프라세르트 | UEFA (15) - 마리오 판 데르 엔더 - 루네 페데르센 - 킴 밀톤 닐센 - 베언트 하이네만 - 니콜라이 레프니코프 - 우르스 마이어 - 휴 댈러스 - 호세 마리아 가르시아아란다 - 귄터 벤쾨 - 피에를루이지 콜리나 - 폴 더킨 - 비투르 멜루 페헤이라 - 리샤르트 부이치크 - 마르크 바타 - 바그네르 라실로 | CONCACAF (3) - 아르투로 브리시오 카르테르 - 에스판디아르 바하르마스트 - 라메쉬 람단 OFC (1) - 에디 레니 CONMEBOL (6) - 마르세우 헤젠지 지 프헤이타스 - 하비에르 카스트리지 - 마리오 산체스 얀텐 - 혼 토로 렌돈 - 에피파니오 곤살레스 - 알베르토 테하다 노리에가 |

## 시드 배정
1997년 12월 4일, 마르세유의 스타드 벨로드롬에서 조 추첨을 하였으며, 다음과 같이 진행되었다.
- 전 대회 우승국인 브라질은 A조에, 개최국인 프랑스는 C조에 배정한다.[21]
- A포트 : 톱 시드 (개최국 프랑스, 전 대회 우승국 브라질, 그 외의 톱 시드로 선정된 6팀)
- B포트 : 톱 시드에서 제외된 유럽 팀
- C포트 : 톱 시드에서 제외된 남아메리카 팀, 아시아 팀
- D포트 : 아프리카 팀, 북아메리카 팀
- B포트에 속한 8개 팀을 모두 추첨하고 남은 1개 팀은 C포트에 속한 7개 팀과 함께 추첨하며 같은 조에 유럽 3개 팀이 배정되지 않도록 추첨한다.

| A포트 | B포트 | C포트                                                                  | D포트                                                                                  |
| --- | --- | ---------------------------------------------------------------------- | -------------------------------------------------------------------------------------- |
| - 프랑스 (개최국) - 브라질 (1994년 우승국) - 네덜란드 - 독일 - 루마니아 - 스페인 - 아르헨티나 - 이탈리아 | - 노르웨이 - 덴마크 - 벨기에 - 불가리아 - 스코틀랜드 - 오스트리아 - 유고슬라비아 - 잉글랜드 - 크로아티아 | - 대한민국 - 사우디아라비아 - 이란 - 일본 - 칠레 - 콜롬비아 - 파라과이 | - 나이지리아 - 남아프리카 공화국 - 멕시코 - 모로코 - 미국 - 자메이카 - 카메룬 - 튀니지 |

## 선수 명단
전 대회와 마찬가지로, 1998년 FIFA 월드컵 본선에 참가하는 각국은 22명의 선수로 팀을 꾸려야 했다. 각국의 협회는 1998년 6월 1일까지 22인 최종 엔트리를 제출해야 했다.
1998년 FIFA 월드컵에 참가하는 704명의 선수들 중 447명의 선수들은 유럽 구단에서 활동하였고, 90명은 아시아, 67명은 남미, 61명의 북중미카리브, 그리고 37명이 아프리카에서 활동하였다. 75명이 잉글랜드 리그팀 소속으로 이는 이탈리아 스페인보다 5명 많은 수치다. 스페인의 바르셀로나가 13명으로 가장 많은 선수를 이 대회에 보냈다.
본선에 참가하는 선수들의 평균 연령은 27세 8개월로, 전 대회에 비해 5개월 나이가 많았다. 카메룬의 사뮈엘 에토는 17세 3개월로 이 대회의 최연소 선수였고, 스코틀랜드의 짐 레이튼은 39세 11개월로 이 대회의 최연장 선수였다.

## 조별 리그
- 모든 시간은 중앙유럽 일광 절약 시간대를 따른다. (CEST/UTC+2)

| 우승 준우승 | 3위 4위 | 8강 16강 | 조별 리그 |

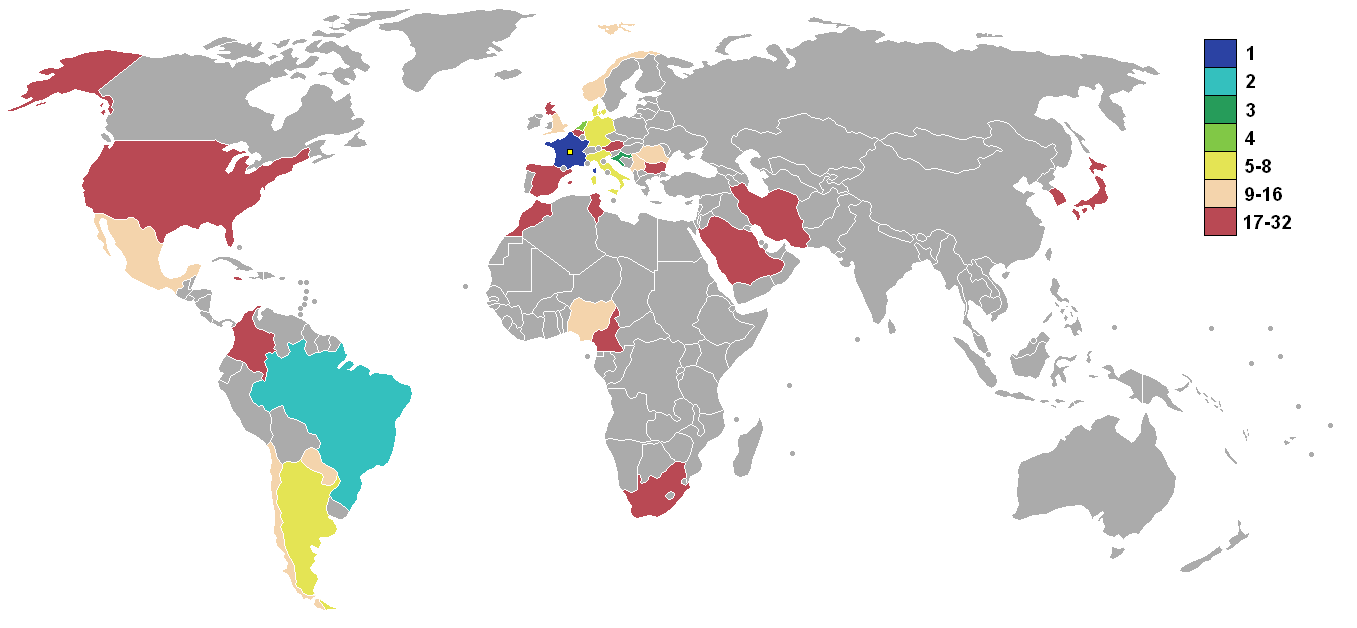
우승
준우승
3위
4위
8강
16강
조별 리그

다음 조별 리그 순위표에서 다음은 해당 의미를 내포한다:
- 전 = 치른 경기 횟수
- 승 = 이긴 경기 수 (승리)
- 무 = 비긴 경기 수 (무승부)
- 패 = 진 경기 수 (패배)
- 득 = 득점 횟수
- 실 = 실점 횟수
- 차 = 골득실차
- 점 = 획득한 총 승점

| 조별 리그 범례 | 조별 리그 범례                    |
| -------------- | --------------------------------- |
|                | 조 1위와 2위가 16강전에 진출한다. |
|                | 조별 리그 탈락.                   |

### A조
전 대회 우승팀 브라질은 스코틀랜드전 (2-1) 과 모로코전 (3-0) 2경기에서 승리를 쟁취하며 조 1위를 확정지었다. 3차전에 별 큰 의미를 두지 않은 브라질은 노르웨이 전에도 주전 선수들을 배치시켰으나, 이변을 당하였다. 승리가 절실했던 노르웨이는 0-1로 끌려가다가 12분을 남겨놓고 셰틸 레크달의 페널티킥 결승골에 힘입어 2-1 역전승을 거두었고, 노르웨이는 사상 첫 토너먼트전 진출에 성공하였다. 노르웨이의 승리로 모로코에 불똥이 튀었는데, 스코틀랜드와의 최종전에서 3-0 승리로 16강에 접근했었다. 1986년 6월 11일 이래 12년만에 처음으로 거둔 모로코의 FIFA 월드컵 두번째 승리는 노르웨이에게 16강 진출권을 내주면서 빛이 바랬다. 최하위 스코틀랜드는 노르웨이와 1-1로 비기는 것으로 겨우 승점 1점을 건지는데 성공하였고, 무려 8번의 FIFA 월드컵 조별 리그에서만 탈락하는 대기록을 세웠다.
| 팀         | 경기 | 승 | 무 | 패 | 득 | 실 | 차 | 승점 |
| ---------- | ---- | -- | -- | -- | -- | -- | -- | ---- |
| 브라질     | 3    | 2  | 0  | 1  | 6  | 3  | +3 | 6    |
| 노르웨이   | 3    | 1  | 2  | 0  | 5  | 4  | +1 | 5    |
| 모로코     | 3    | 1  | 1  | 1  | 5  | 5  | 0  | 4    |
| 스코틀랜드 | 3    | 0  | 1  | 2  | 2  | 6  | −4 | 1    |

| 1998년 6월 10일 |     |            |                                  |
| 브라질          | 2-1 | 스코틀랜드 | 스타드 드 프랑스, 생드니         |
| 모로코          | 2-2 | 노르웨이   | 스타드 드 라 모송, 몽펠리에      |
| 1998년 6월 16일 |     |            |                                  |
| 스코틀랜드      | 1-1 | 노르웨이   | 파르크 레스퀴르, 보르도          |
| 브라질          | 3-0 | 모로코     | 스타드 드 라 보주아르, 낭트      |
| 1998년 6월 23일 |     |            |                                  |
| 브라질          | 1-2 | 노르웨이   | 스타드 벨로드롬, 마르세유        |
| 스코틀랜드      | 0-3 | 모로코     | 스타드 조프루아 기샤르, 생테티엔 |

### B조
B조의 1차전 두 경기는 모두 무승부로 끝났다. 이후 1차전에서 서로 비겼던 이탈리아와 칠레는 이어지는 다음 라운드에서 카메룬과 오스트리아를 번갈아 상대하였다. 이탈리아가 카메룬전 (3-0) 과 오스트리아전 (2-1) 에서 모두 승리하는 와중에 칠레는 두 경기를 모두 1-1로 비겼다. 그에 따라 이탈리아가 유일하게 승리를 거두지 못한 상대인 칠레는 16강에 진출할 수 있었다. 칠레는 3무로 승점 3점을 획득하여 1승 3점제가 채택된 이래 역대 최저 승점으로 16강에 진출하였으며, 32팀으로 증가한 이래 무승으로 다음 라운드에 진출한 유일한 국가가 되었다.
| 팀         | 경기 | 승 | 무 | 패 | 득 | 실 | 차 | 승점 |
| ---------- | ---- | -- | -- | -- | -- | -- | -- | ---- |
| 이탈리아   | 3    | 2  | 1  | 0  | 7  | 3  | +4 | 7    |
| 칠레       | 3    | 0  | 3  | 0  | 4  | 4  | 0  | 3    |
| 오스트리아 | 3    | 0  | 2  | 1  | 3  | 4  | −1 | 2    |
| 카메룬     | 3    | 0  | 2  | 1  | 2  | 5  | −3 | 2    |

| 1998년 6월 11일 |     |            |                                  |
| 이탈리아        | 2-2 | 칠레       | 파르크 레스퀴르, 보르도          |
| 카메룬          | 1-1 | 오스트리아 | 툴루즈 시립 경기장, 툴루즈       |
| 1998년 6월 17일 |     |            |                                  |
| 칠레            | 1-1 | 오스트리아 | 스타드 조프루아 기샤르, 생테티엔 |
| 이탈리아        | 3-0 | 카메룬     | 스타드 드 라 모송, 몽펠리에      |
| 1998년 6월 23일 |     |            |                                  |
| 이탈리아        | 2-1 | 오스트리아 | 스타드 드 프랑스, 생드니         |
| 칠레            | 1-1 | 카메룬     | 스타드 드 라 보주아르, 낭트      |

### C조
C조는 개최국 프랑스를 포함했다. 프랑스는 개최국의 이점을 활용하여 처음으로 조별 리그 3경기에서 모두 승리했다. 덴마크는 프랑스와의 최종전에서 1-2로 패하였으나, 같은 시간에 펼쳐진 경기에서 대회 중 감독까지 교체한 사우디아라비아가 남아프리카 공화국과 비겨 발목을 잡아준 덕에 16강에 진출할 수 있었다. 이 대회의 처녀 진출국인 남아프리카 공화국은 첫 경기에서 개최국 프랑스에 0-3으로 완패하였으나 남은 덴마크와 사우디아라비아와의 경기에서 승점 2점을 챙기며 절반의 성공을 거두었다. 처음 두 경기에서 패해 조기에 탈락이 확정된 사우디아라비아는 감독을 교체한 끝에 남아프리카 공화국과의 최종전에서 비겨 간신히 승점 1점을 확보했다.
| 팀                | 경기 | 승 | 무 | 패 | 득 | 실 | 차 | 승점 |
| ----------------- | ---- | -- | -- | -- | -- | -- | -- | ---- |
| 프랑스            | 3    | 3  | 0  | 0  | 9  | 1  | +8 | 9    |
| 덴마크            | 3    | 1  | 1  | 1  | 3  | 3  | 0  | 4    |
| 남아프리카 공화국 | 3    | 0  | 2  | 1  | 3  | 6  | −3 | 2    |
| 사우디아라비아    | 3    | 0  | 1  | 2  | 2  | 7  | −5 | 1    |

| 1998년 6월 12일   |     |                   |                            |
| 사우디아라비아    | 0-1 | 덴마크            | 스타드 펠릭스 볼라르, 랑스 |
| 프랑스            | 3-0 | 남아프리카 공화국 | 스타드 벨로드롬, 마르세유  |
| 1998년 6월 18일   |     |                   |                            |
| 남아프리카 공화국 | 1-1 | 덴마크            | 툴루즈 시립 경기장, 툴루즈 |
| 프랑스            | 4-0 | 사우디아라비아    | 스타드 드 프랑스, 생드니   |
| 1998년 6월 24일   |     |                   |                            |
| 프랑스            | 2-1 | 덴마크            | 스타드 드 제를랑, 리옹     |
| 남아프리카 공화국 | 2-2 | 사우디아라비아    | 파르크 레스퀴르, 보르도    |

### D조
D조 1차전에서는 톱시드 스페인이 나이지리아에 발목이 잡혔고 (2-3), 파라과이와 불가리아가 득점 없이 비겼다. 나이지리아는 스페인전의 승기를 잡아 불가리아와의 경기에서도 승리하며 (1-0) 조 1위로 16강행을 확정지었다. 이후, 스페인과도 득점 없이 비긴 파라과이는 다음 라운드 진출을 확정지은 나이지리아에 3-1로 완승하고 16강에 합류하였다. 스페인은 불가리아와의 최종전에서 6-1 대승을 거두며 다음 라운드 진출에 대한 희망을 이어나가려 했으나, 파라과이가 나이지리아를 꺾는 바람에 조기 탈락하였다. 스페인은 이 대회 톱시드 국가들 중 유일하게 16강 진출에 실패하였다. 불가리아는 파라과이에 비긴 것을 제외하고 모두 패하며 승점 1점을 얻는데 그쳤다.
| 팀         | 경기 | 승 | 무 | 패 | 득 | 실 | 차 | 승점 |
| ---------- | ---- | -- | -- | -- | -- | -- | -- | ---- |
| 나이지리아 | 3    | 2  | 0  | 1  | 5  | 5  | 0  | 6    |
| 파라과이   | 3    | 1  | 2  | 0  | 3  | 1  | +2 | 5    |
| 스페인     | 3    | 1  | 1  | 1  | 8  | 4  | +4 | 4    |
| 불가리아   | 3    | 0  | 1  | 2  | 1  | 7  | −6 | 1    |

| 1998년 6월 12일 |     |            |                                  |
| 파라과이        | 0-0 | 불가리아   | 스타드 드 라 모송, 몽펠리에      |
| 1998년 6월 13일 |     |            |                                  |
| 스페인          | 2-3 | 나이지리아 | 스타드 드 라 보주아르, 낭트      |
| 1998년 6월 19일 |     |            |                                  |
| 나이지리아      | 1-0 | 불가리아   | 파르크 데 프랭스, 파리           |
| 스페인          | 0-0 | 파라과이   | 스타드 조프루아 기샤르, 생테티엔 |
| 1998년 6월 24일 |     |            |                                  |
| 스페인          | 6-1 | 불가리아   | 스타드 펠릭스 볼라르, 랑스       |
| 나이지리아      | 1-3 | 파라과이   | 툴루즈 시립 경기장, 툴루즈       |

### E조
E조에서 벌어진 6경기 중 단 두경기 (대한민국 vs 멕시코, 네덜란드 vs 대한민국) 에서만 승부가 났고, 나머지 경기는 무승부로 종료되었다. 이 두 경기에서 각각 승리를 거둔 네덜란드 (5-0) 와 멕시코 (3-1) 가 나머지 두 경기를 무승부로 마치면서 승리한 경기에서의 골득실차에 따라 각각 1위, 2위를 차지하고 다음 라운드 진출권을 손에 넣었다. 벨기에는 네덜란드, 멕시코와 차례로 비겼지만 최종전에서 감독까지 교체한 대한민국에게 무승부를 거두어 발목이 잡혔다. 이 대회까지 5번 출전하여 총 14경기를 치른 대한민국은 이 대회에서도 첫 승을 거두는데 실패하였다.
| 팀       | 경기 | 승 | 무 | 패 | 득 | 실 | 차 | 승점 |
| -------- | ---- | -- | -- | -- | -- | -- | -- | ---- |
| 네덜란드 | 3    | 1  | 2  | 0  | 7  | 2  | +5 | 5    |
| 멕시코   | 3    | 1  | 2  | 0  | 7  | 5  | +2 | 5    |
| 벨기에   | 3    | 0  | 3  | 0  | 3  | 3  | 0  | 3    |
| 대한민국 | 3    | 0  | 1  | 2  | 2  | 9  | −7 | 1    |

| 1998년 6월 13일 |     |          |                                  |
| 대한민국        | 1-3 | 멕시코   | 스타드 드 제를랑, 리옹           |
| 네덜란드        | 0-0 | 벨기에   | 스타드 드 프랑스, 생드니         |
| 1998년 6월 20일 |     |          |                                  |
| 벨기에          | 2-2 | 멕시코   | 파르크 레스퀴르, 보르도          |
| 네덜란드        | 5-0 | 대한민국 | 스타드 벨로드롬, 마르세유        |
| 1998년 6월 25일 |     |          |                                  |
| 네덜란드        | 2-2 | 멕시코   | 스타드 조프루아 기샤르, 생테티엔 |
| 벨기에          | 1-1 | 대한민국 | 파르크 데 프랭스, 파리           |

### F조
1차전에서 독일과 유고슬라비아가 미국과 이란을 각각 격파하였다. 이후 두 팀은 2차전에서 서로 맞붙어 비긴 후, 3차전에서 나란히 승리를 거두며 16강에 진출하였다. 이 중 두 경기를 두골차로 승리한 독일이 골득실에서 우위를 점해 조 1위를, 유고슬라비아가 조 2위를 차지하였다. 이란은 2차전에서 미국에 2-1로 승리한 것을 발판삼아 반전을 꾀하였으나, 독일에게 0-2로 완패하면서 무산되었다. 독일과 이란에게 연달아 패해 탈락이 확정된 미국은 유고슬라비아전에서도 0-1로 패해 승점을 1점도 챙기지 못하며 대회를 꼴찌로 마무리했다.
| 팀           | 경기 | 승 | 무 | 패 | 득 | 실 | 차 | 승점 |
| ------------ | ---- | -- | -- | -- | -- | -- | -- | ---- |
| 독일         | 3    | 2  | 1  | 0  | 6  | 2  | +4 | 7    |
| 유고슬라비아 | 3    | 2  | 1  | 0  | 4  | 2  | +2 | 7    |
| 이란         | 3    | 1  | 0  | 2  | 2  | 4  | −2 | 3    |
| 미국         | 3    | 0  | 0  | 3  | 1  | 5  | −4 | 0    |

| 1998년 6월 14일 |     |              |                                  |
| 유고슬라비아    | 1-0 | 이란         | 스타드 조프루아 기샤르, 생테티엔 |
| 1998년 6월 15일 |     |              |                                  |
| 독일            | 2-0 | 미국         | 파르크 데 프랭스, 파리           |
| 1998년 6월 21일 |     |              |                                  |
| 독일            | 2-2 | 유고슬라비아 | 스타드 펠릭스 볼라르, 랑스       |
| 미국            | 1-2 | 이란         | 스타드 드 제를랑, 리옹           |
| 1998년 6월 25일 |     |              |                                  |
| 독일            | 2-0 | 이란         | 스타드 드 라 모송, 몽펠리에      |
| 미국            | 0-1 | 유고슬라비아 | 스타드 드 라 보주아르, 낭트      |

### G조
루마니아가 콜롬비아와 잉글랜드와의 2연전에서 연속으로 승리하여 16강행을 확정짓는 와중에 튀니지는 잉글랜드와 콜롬비아에게 연달아 패해서 다음 라운드 진출이 좌절되었다. 이후 튀니지는 감독까지 교체하여 루마니아와 최종전에서 맞대결을 펼쳐 무승부를 거두었다. 나란히 루마니아에 패하고 튀니지에 승리를 거둔 잉글랜드와 콜롬비아가 남은 16강 진출권을 가지고 격돌하였고, 여기서 승리를 거둔 잉글랜드가 남은 한 장의 진출권을 손에 넣었다. G조는 8개 조들 중 가장 늦게 모든 일정이 마무리되었다. G조의 최종전 종료와 함께 루마니아가 G조 1위 자리를, 잉글랜드가 G조 2위 자리를 채우면서 토너먼트전의 대진표가 완성되었다.
| 팀       | 경기 | 승 | 무 | 패 | 득 | 실 | 차 | 승점 |
| -------- | ---- | -- | -- | -- | -- | -- | -- | ---- |
| 루마니아 | 3    | 2  | 1  | 0  | 4  | 2  | +2 | 7    |
| 잉글랜드 | 3    | 2  | 0  | 1  | 5  | 2  | +3 | 6    |
| 콜롬비아 | 3    | 1  | 0  | 2  | 1  | 3  | −2 | 3    |
| 튀니지   | 3    | 0  | 1  | 2  | 1  | 4  | −3 | 1    |

| 1998년 6월 15일 |     |          |                             |
| 잉글랜드        | 2-0 | 튀니지   | 스타드 벨로드롬, 마르세유   |
| 루마니아        | 1-0 | 콜롬비아 | 스타드 드 제를랑, 리옹      |
| 1998년 6월 22일 |     |          |                             |
| 콜롬비아        | 1-0 | 튀니지   | 스타드 드 라 모송, 몽펠리에 |
| 잉글랜드        | 2-1 | 독일     | 툴루즈 시립 경기장, 툴루즈  |
| 1998년 6월 26일 |     |          |                             |
| 루마니아        | 1-1 | 튀니지   | 스타드 드 프랑스, 생드니    |
| 콜롬비아        | 0-2 | 잉글랜드 | 스타드 펠릭스 볼라르, 랑스  |

### H조
H조에는 이 대회에 데뷔하는 네 국가들 중 세 국가인 일본, 자메이카, 크로아티아가 한 곳에 몰렸다. H조에 편성된 나머지 한 팀은 남미의 강호이자 톱시드인 아르헨티나였다. 처음 두 경기에서 아르헨티나와 크로아티아는 자국의 주포인 가브리엘 바티스투타와 다보르 슈케르를 앞세워 모두 일본과 자메이카를 연파하고 다음 라운드 진출권을 일찌감치 획득하였다. 최종전에서 격돌한 아르헨티나와 크로아티아 간의 경기에서는 아르헨티나가 승리하면서 조 1위를 가져갔다. 이미 탈락을 확정지은 일본과 자메이카와의 경기에서는 자메이카가 2-1로 승리하며 웃었다. 일본은 세 경기를 모두 한골차 (아르헨티나전 0-1, 크로아티아전 0-1, 자메이카전 1-2) 로 패하였으나, 자메이카와의 최종전에서 첫 득점에 성공하는 성과를 거두었다.
| 팀         | 경기 | 승 | 무 | 패 | 득 | 실 | 차 | 승점 |
| ---------- | ---- | -- | -- | -- | -- | -- | -- | ---- |
| 아르헨티나 | 3    | 3  | 0  | 0  | 7  | 0  | +7 | 9    |
| 크로아티아 | 3    | 2  | 0  | 1  | 4  | 2  | +2 | 6    |
| 자메이카   | 3    | 1  | 0  | 2  | 3  | 9  | −6 | 3    |
| 일본       | 3    | 0  | 0  | 3  | 1  | 4  | −3 | 0    |

| 1998년 6월 14일 |     |            |                             |
| 아르헨티나      | 1-0 | 일본       | 툴루즈 시립 경기장, 툴루즈  |
| 자메이카        | 1-3 | 크로아티아 | 스타드 펠릭스 볼라르, 랑스  |
| 1998년 6월 20일 |     |            |                             |
| 일본            | 0-1 | 크로아티아 | 스타드 드 라 보주아르, 낭트 |
| 1998년 6월 21일 |     |            |                             |
| 아르헨티나      | 5-0 | 자메이카   | 파르크 데 프랭스, 파리      |
| 1998년 6월 26일 |     |            |                             |
| 아르헨티나      | 1-0 | 크로아티아 | 파르크 레스퀴르, 보르도     |
| 일본            | 1-2 | 자메이카   | 스타드 드 제를랑, 리옹      |

## 결선 토너먼트
결선 토너먼트전은 조별 리그를 통과한 16개 팀이 참가하였다. 토너먼트전은 4단계로 나뉘며 매 단계마다 참가하는 팀의 절반이 탈락했다. 참가국은 위로 올라가면서 16강전, 8강전, 준결승전, 그리고 결승전을 차례로 치렀다. 준결승전 패자의 경우 3위와 4위를 결정하기 위한 플레이오프전을 치렀다. 모든 결선 토너먼트전 경기는 정규 시간 90분내에 승부가 나지 않은 경우 30분의 연장전이 주어지고, 그래도 동률인 경우 승부차기가 다음 라운드 진출자를 가리기 위해 시행되었다. 연장전에 득점이 나오는 경우 그것은 골든골로 처리어 경기가 즉시 끝나고 득점자의 국가가 승자로 처리되었다.
|  | 16강전              | 16강전             |                    |      | 8강전      | 8강전      |                 |                 | 준결승전 | 준결승전 |  |  | 결승전 | 결승전 |
|  |                     |                    |                    |      |            |            |                 |                 |          |          |  |  |        |        |
|  | 6월 27일 - 파리     |                    |                    |      |            |            |                 |                 |          |          |  |  |        |        |
|  |                     |                    |                    |      |            |            |                 |                 |          |          |  |  |        |        |
|  | 브라질              | 4                  |                    |      |            |            |                 |                 |          |          |  |  |        |        |
|  | 브라질              | 4                  | 7월 3일 - 낭트     |      |            |            |                 |                 |          |          |  |  |        |        |
|  | 칠레                | 1                  |                    |      |            |            |                 |                 |          |          |  |  |        |        |
|  | 칠레                | 1                  | 브라질             | 3    |            |            |                 |                 |          |          |  |  |        |        |
|  | 6월 28일 - 생드니   |                    | 브라질             | 3    |            |            |                 |                 |          |          |  |  |        |        |
|  |                     | 덴마크             | 2                  |      |            |            |                 |                 |          |          |  |  |        |        |
|  | 나이지리아          | 덴마크             | 2                  | 1    |            |            |                 |                 |          |          |  |  |        |        |
|  | 나이지리아          |                    | 7월 7일 - 마르세유 | 1    |            |            |                 |                 |          |          |  |  |        |        |
|  | 덴마크              | 4                  |                    |      |            |            |                 |                 |          |          |  |  |        |        |
|  | 덴마크              | 4                  | 브라질 (승)        | 1(4) |            |            |                 |                 |          |          |  |  |        |        |
|  | 6월 29일 - 툴루즈   |                    | 브라질 (승)        | 1(4) |            |            |                 |                 |          |          |  |  |        |        |
|  |                     | 네덜란드           | 1(2)               |      |            |            |                 |                 |          |          |  |  |        |        |
|  | 네덜란드            | 네덜란드           | 1(2)               | 2    |            |            |                 |                 |          |          |  |  |        |        |
|  | 네덜란드            | 7월 4일 - 마르세유 |                    | 2    |            |            |                 |                 |          |          |  |  |        |        |
|  | 유고슬라비아        | 1                  |                    |      |            |            |                 |                 |          |          |  |  |        |        |
|  | 유고슬라비아        | 1                  | 네덜란드           | 2    |            |            |                 |                 |          |          |  |  |        |        |
|  | 6월 30일 - 생테티엔 |                    | 네덜란드           | 2    |            |            |                 |                 |          |          |  |  |        |        |
|  |                     | 아르헨티나         | 1                  |      |            |            |                 |                 |          |          |  |  |        |        |
|  | 아르헨티나 (승)     | 아르헨티나         | 1                  | 2(4) |            |            |                 |                 |          |          |  |  |        |        |
|  | 아르헨티나 (승)     |                    | 7월 12일 - 생드니  | 2(4) |            |            |                 |                 |          |          |  |  |        |        |
|  | 잉글랜드            | 2(3)               |                    |      |            |            |                 |                 |          |          |  |  |        |        |
|  | 잉글랜드            | 2(3)               | 브라질             | 0    |            |            |                 |                 |          |          |  |  |        |        |
|  | 6월 27일 - 마르세유 |                    | 브라질             | 0    |            |            |                 |                 |          |          |  |  |        |        |
|  |                     | 프랑스             | 3                  |      |            |            |                 |                 |          |          |  |  |        |        |
|  | 이탈리아            | 프랑스             | 3                  | 1    |            |            |                 |                 |          |          |  |  |        |        |
|  | 이탈리아            | 7월 3일 - 생드니   |                    | 1    |            |            |                 |                 |          |          |  |  |        |        |
|  | 노르웨이            | 0                  |                    |      |            |            |                 |                 |          |          |  |  |        |        |
|  | 노르웨이            | 0                  | 이탈리아           | 0(3) |            |            |                 |                 |          |          |  |  |        |        |
|  | 6월 28일 - 랑스     |                    | 이탈리아           | 0(3) |            |            |                 |                 |          |          |  |  |        |        |
|  |                     | 프랑스 (승)        | 0(4)               |      |            |            |                 |                 |          |          |  |  |        |        |
|  | 프랑스 (서)         | 프랑스 (승)        | 0(4)               | 1    |            |            |                 |                 |          |          |  |  |        |        |
|  | 프랑스 (서)         |                    | 7월 8일 - 생드니   | 1    |            |            |                 |                 |          |          |  |  |        |        |
|  | 파라과이            | 0                  |                    |      |            |            |                 |                 |          |          |  |  |        |        |
|  | 파라과이            | 0                  | 프랑스             | 2    |            |            |                 |                 |          |          |  |  |        |        |
|  | 6월 29일 - 몽펠리에 |                    | 프랑스             | 2    |            |            |                 |                 |          |          |  |  |        |        |
|  |                     | 크로아티아         | 1                  |      | 3위 결정전 | 3위 결정전 |                 |                 |          |          |  |  |        |        |
|  | 독일                | 크로아티아         | 1                  | 2    | 3위 결정전 | 3위 결정전 |                 |                 |          |          |  |  |        |        |
|  | 독일                | 7월 4일 - 리옹     | 7월 4일 - 리옹     | 2    |            |            | 7월 11일 - 파리 | 7월 11일 - 파리 |          |          |  |  |        |        |
|  | 멕시코              | 7월 4일 - 리옹     | 7월 4일 - 리옹     | 1    |            |            | 7월 11일 - 파리 | 7월 11일 - 파리 |          |          |  |  |        |        |
|  | 멕시코              | 독일               | 0                  | 1    | 네덜란드   | 1          |                 |                 |          |          |  |  |        |        |
|  | 6월 30일 - 보르도   | 독일               | 0                  |      | 네덜란드   | 1          |                 |                 |          |          |  |  |        |        |
|  |                     | 크로아티아         | 3                  |      | 크로아티아 | 2          |                 |                 |          |          |  |  |        |        |
|  | 루마니아            | 크로아티아         | 3                  | 0    | 크로아티아 | 2          |                 |                 |          |          |  |  |        |        |
|  | 루마니아            |                    |                    | 0    |            |            |                 |                 |          |          |  |  |        |        |
|  | 크로아티아          | 1                  |                    |      |            |            |                 |                 |          |          |  |  |        |        |
|  | 크로아티아          | 1                  |                    |      |            |            |                 |                 |          |          |  |  |        |        |

### 16강전
16강 대진은 (A조-B조), (C조-D조), (E조-F조), (G조-H조) 형태로 두 조씩 한쌍을 이루었다. 각 조의 1위는 2위를 상대하는 형식으로 되어 있으며, 같은 조의 1위와 2위는 대진표에서 서로 정반대에 배치되었다. 즉, 같은 조의 1위와 2위가 서로 재대결을 벌이려면 양쪽 모두 결승까지 올라가야 했다. 이 대회 대진표에서 조 1위 기준으로 8강을 묶어 보면, 한쪽 대진표는 (A조-D조), (E조-H조), 반대쪽 대진표는 (B조-C조), (F조-G조) 형식이 되었다. 그리고 이 대진표 묶음 형태로 준결승전을 치렀다.
16강전 첫 경기는 이탈리아와 노르웨이와의 경기로, 푸른 군단 (Azzurri) 은 크리스티안 비에리의 초반 선제골을 잘 지켜내어 1-0 승리를 거두었다. 이 대회 16강전에서 FIFA 월드컵 역사상 첫 골든골이 터졌다. 파라과이는 호세 루이스 칠라베르트의 활약으로 경기를 서든데스 연장전까지 버텨냈으나, 로랑 블랑에게 골든골을 실점해 석패하였다.독일과 멕시코간의 경기에서 루이스 에르난데스가 선제골을 넣었으나, 뒤이어 위르겐 클린스만과 올리버 비어호프가 이 경기의 해결사가 되었다. 독일은 이들이 터뜨린 연속골로 2-1 역전승을 거두고 8강에 합류하였다. 그리고 처녀 출전국 크로아티아는 다보르 슈케르의 페널티킥 결승골로 난적 루마니아를 침몰시켰다.
반대쪽 대진에서, 칠레는 브라질을 상대로 0-3으로 밀린 상황에서 살라스가 회심의 만회골을 넣었으나, 호나우두에게 쐐기골을 얻어맞아 1-4로 침몰했다. 덴마크는 톱시드국 스페인을 일찍 귀국시킨 나이지리아를 상대로 릴레이 연속골을 터뜨려 4-1 대승을 거두고 사상 처음으로 8강에 안착하였다. 네덜란드와 유고슬라비아는 후반 인저리 타임까지 접전을 벌였으나, 파트리크 클라위버르트가 승부를 결정짓는 골을 성공시켜 휘스 히딩크의 사단에 승리를 안겨다 주었다. 16강 마지막 경기인 아르헨티나와 잉글랜드의 경기에서는 양팀이 2골씩 주고받는 난타전을 벌였고, 120분동안 승부가 나지 않아 승부차기를 통해 승부가 났다. 카를로스 로아가 잉글랜드의 마지막 주자인 데이비드 배티의 슛을 선방하며 하양-하늘 군단 (Albiceleste)의 승리의 주역이 되었다.
| 이탈리아   | 1 – 0  | 노르웨이 |
| ---------- | ------ | -------- |
| 비에리 18′ | 리포트 |          |

| 브라질                                               | 4 – 1  | 칠레       |
| ---------------------------------------------------- | ------ | ---------- |
| 세자르 삼파이우 11′, 27′ · 호나우두 45+1′ (페널티골) | 리포트 | 68′ 살라스 |

| 프랑스    | 1 – 0 (서든데스 연장전) | 파라과이 |
| --------- | ----------------------- | -------- |
| 블랑 114′ | 리포트                  |          |

| 나이지리아   | 1 – 4  | 덴마크                                              |
| ------------ | ------ | --------------------------------------------------- |
| 바방기다 78′ | 리포트 | 3′ 묄레르 · 12′ B. 라우드루프 · 60′ 산 · 76′ 헬베그 |

| 독일                        | 2 – 1  | 멕시코         |
| --------------------------- | ------ | -------------- |
| 클린스만 75′ · 비어호프 86′ | 리포트 | 47′ 에르난데스 |

| 네덜란드                      | 2 – 1  | 유고슬라비아   |
| ----------------------------- | ------ | -------------- |
| 베르흐캄프 38′ · 다비츠 90+2′ | 리포트 | 48′ 콤례노비치 |

| 루마니아 | 0 – 1  | 크로아티아              |
| -------- | ------ | ----------------------- |
|          | 리포트 | 45+2′ (페널티골) 슈케르 |

| 아르헨티나                                   | 2 – 2 (서든데스 연장전) | 잉글랜드                           |
| -------------------------------------------- | ----------------------- | ---------------------------------- |
| 바티스투타 6′ (페널티골) · 사네티 45+1′      | 리포트                  | 10′ (페널티골) 시어러 · 16′ 오언   |
| 승부차기                                     |                         |                                    |
| 베르티 · 크레스포 · 베론 · 가야르도 · 아얄라 | 4 – 3                   | 시어러 · 인스 · 머슨 · 오언 · 배티 |

### 8강전
60년 전 대회과 마찬가지로 개최국 프랑스는 이탈리아와 8강에서 마주쳤다. 그 대회에서는 이탈리아가 승리하였으나, 이번 대회에서는 양 팀이 120분간 득점 없이 접전을 벌이다 프랑스가 승부차기에서 4-3으로 승리하였다. 승부차기에서 전 대회 결승전에서 마지막 주자로 나서 실축한 로베르토 바조가 이탈리아 첫 주자로써 슛을 성공시켰으나, 양팀의 두번째 키커를 제외하고 프랑스가 4번, 이탈리아가 3번 득점한 상황에서 이탈리아의 마지막 주자 루이지 디 비아조가 골대를 강타하면서 이탈리아는 두 대회 연속 승부차기로 좌절하였다. 크로아티아는 또다른 난적 독일을 상대하였다. 크리스티안 뵈언스가 백태클로 퇴장하여 수적 우세를 잡은 크로아티아는 로베르트 야르니의 선제골을 시작으로 고란 블라오비치와 다보르 슈케르의 릴레이 골로 독일을 3-0으로 잡아 불과 첫 출전 대회에서 준결승에 진출하는 기염을 토해냈다.
반대쪽 대진에서 브라질은 덴마크에게 2분만에 마르틴 예르겐센에게 선제골을 실점해 끌려갔으나, 베베투와 히바우두가 연속으로 득점해 전반을 2-1로 앞선 채 끝냈다. 덴마크는 이에 굴하지 않고 후반전이 시작한지 얼마 안되어 브리안 라우드루프의 골로 승부를 원점에 돌려놓았다. 경기는 히바우두가 다시 1골을 추가함으로써 브라질의 3-2 승리로 끝났다. 유고슬라비아와 혈전 끝에 인저리 타임 결승골로 8강에 오른 네덜란드는 아르헨티나를 상대로도 인저리 타임에 터진 결승골로 또다시 승리하였다. 데니스 베르흐캄프는 프랑크 더 부르의 롱볼 크로스를 잡아챈 뒤 사각지대를 노려 쏘았고, 결승골로 연결시켰다.
| 이탈리아                                                 | 0 – 0 (서든데스 연장전) | 프랑스                                   |
| -------------------------------------------------------- | ----------------------- | ---------------------------------------- |
|                                                          | 리포트                  |                                          |
| 승부차기                                                 |                         |                                          |
| R. 바조 · 알베르티니 · 코스타쿠르타 · 비에리 · 디 비아조 | 3 – 4                   | 지단 · 리자라쥐 · 트레제게 · 앙리 · 블랑 |

| 브라질                         | 3 – 2  | 덴마크                          |
| ------------------------------ | ------ | ------------------------------- |
| 베베투 11′ · 히바우두 27′, 60′ | 리포트 | 2′ 예르겐센 · 50′ B. 라우드루프 |

| 네덜란드                          | 2 – 1  | 아르헨티나 |
| --------------------------------- | ------ | ---------- |
| 클라위버르트 12′ · 베르흐캄프 90′ | 리포트 | 17′ 로페스 |

| 독일 | 0 – 3  | 크로아티아                                 |
| ---- | ------ | ------------------------------------------ |
|      | 리포트 | 45+3′ 야르니 · 80′ 블라오비치 · 85′ 슈케르 |

### 준결승전
한쪽 준결승전에서는 브라질과 네덜란드가 대치하였다. 전반전을 득점 없이 마감하였으나, 후반 시작과 함께 호나우두가 선제골을 터뜨려 균형을 깼다. 경기 종료를 향해갈 무렵 파트릭 클라위버르트가 동점골을 성공시켜 경기를 연장전으로 이어지게 했다. 연장전에서도 승부가 나지 않으면서 승부차기가 승자를 가리게 되었다. 브라질은 4명의 주자가 자신의 슛을 성공시키고 클라우지우 타파레우가 로날트 더 부르의 슛을 막아내어 승부를 결정지었다. 전 대회 우승팀 브라질은 2대회 연속 결승전 진출에 성공하였다.
반대쪽 결승전에서는 개최국 프랑스가 처녀 출전국 크로아티아와 격돌했다. 경기는 슈케르의 선제골로 크로아티아가 먼저 리드를 잡았으나, 얼마 지나지 않아 릴리앙 튀랑이 동점골을 삽입하였다. 20여분 뒤 튀랑은 추가골을 성공시켜 FIFA 월드컵 역사상 처음으로 프랑스를 결승으로 보냈다. 릴리앙 튀랑은 이 시점까지 모든 대회에서 단 한골도 득점하지 못하였으며, 이 2골 이후로 모든 대회를 통틀어 득점한 적이 없다. 그러나 프랑스는 역전골을 성공시킨지 얼마 지나지 않아 베테랑 수비수 로랑 블랑이 슬라벤 빌리치를 팔꿈치로 가격했다고 판단되어 퇴장하였고, 수비에 균열이 생겼다. 이는 블랑이 현역 시절에 받은 유일한 레드 카드이다.
| 브라질                                | 1 – 1 (서든데스 연장전) | 네덜란드                                    |
| ------------------------------------- | ----------------------- | ------------------------------------------- |
| 호나우두 46′                          | 리포트                  | 87′ 클라위버르트                            |
| 승부차기                              |                         |                                             |
| 호나우두 · 히바우두 · 이메르송 · 둥가 | 4 – 2                   | F. 더 부르 · 베르흐캄프 · 코퀴 · R. 더 부르 |

| 프랑스        | 2 – 1  | 크로아티아 |
| ------------- | ------ | ---------- |
| 튀랑 47′, 69′ | 리포트 | 46′ 슈케르 |

### 3위 결정전
이 대회에 처음 출전한 크로아티아는 네덜란드를 누르고 대회 3위를 차지하였다. 다보르 슈케르가 35분에 결승골이자 이 대회 6호골을 득점하여 득점왕이 되었다.
| 네덜란드 | 1 – 2  | 크로아티아                    |
| -------- | ------ | ----------------------------- |
| 젠던 21′ | 리포트 | 13′ 프로시네치키 · 35′ 슈케르 |

### 결승전
결승전은 1998년 7월 12일, 생드니의 스타드 드 프랑스에서 열렸다. 프랑스는 지네딘 지단의 2골과 에마뉘엘 프티의 인저리 타임 추가골로 전 대회 우승팀 브라질을 3-0으로 무너뜨렸다. 이 경기에서의 승리로 프랑스는 첫 FIFA 월드컵 우승을 거두었고, 우루과이, 이탈리아, 잉글랜드, 서독, 그리고 아르헨티나에 이어 홈 안방에서 FIFA 월드컵 우승을 거둔 6번째 국가가 되었다. 이 경기는 당시 브라질에게 FIFA 월드컵 역대 최다 점수차 패배를 안긴 경기로, 이 기록은 2014년 FIFA 월드컵의 준결승전에서 1-7 독일전 대패와 함께 경신되었다.
경기 전 준비과정에서 브라질 공격수 호나우두의 제외로 화제거리가 되었으나, 그는 경기 시작 45분전에 다시 명단에 포함되었다. 호나우두는 22분에 브라질에 첫 득점 찬스를 창출하였는데, 수비수 튀랑을 지나쳐 드리블 한 후 좌측에서 크로스를 날렸으나 파비앵 바르테즈가 어렵게 잡아냈다. 그러나 프랑스는 브라질 수비수 호베르투 카를루스가 코너킥 기회를 내준 것을 지단의 헤딩골로 연결해 선제골을 넣었다. 전반전 종료 3분 전, 지단은 자신의 2번째 득점을 또다시 코너킥에서 헤딩으로 이어 득점했다. 그러나 프랑스는 68분에 마르셀 드사이가 경고 누적으로 퇴장당해 10명으로 남은 시간동안 싸우게 되었다. 브라질은 이를 기회로 삼아 공격적인 교체 카드를 꺼내 들었으나, 이러한 시도는 프랑스가 3번째 골을 넣으면서 무마되었다: 교체 요원 파트리크 비에이라가 자신의 클럽 동료인 프티에게 역습상황에서 공을 띄워주었고, 그의 슛은 클라우지우 타파레우를 낮게 지나쳐 골네트 안으로 들어갔다.
자크 시라크 프랑스 대통령이 이 경기를 직접 관전하였고, 경기 후 우승국과 준우승국을 축하해 주었다. 대회 종료로부터 며칠 후, 승장 에메 자케는 프랑스 국가대표팀 지휘봉을 내려놓았다.
| 브라질 | 0 – 3  | 프랑스                       |
| ------ | ------ | ---------------------------- |
|        | 리포트 | 27′, 45+1′ 지단 · 90+3′ 프티 |

## 우승
| 1998년 FIFA 월드컵 |
| ------------------ |
| 프랑스 1번째 우승  |

## 통계

### 득점자 목록
6골을 득점한 다보르 슈케르가 득점왕이 되었다. 대회의 64경기를 통틀어 총 171골이 112명의 선수에 의해 기록되었고, 이 중 6골은 자책골이었다.
6골
- 다보르 슈케르

5골
| - 가브리엘 바티스투타 | - 크리스티안 비에리 |  |

4골
| - 루이스 에르난데스 | - 호나우두 | - 마르셀로 살라스 |

3골
| - 데니스 베르흐캄프 - 올리버 비어호프 - 위르겐 클린스만 | - 베베투 - 세자르 삼파이우 | - 히바우두 - 티에리 앙리 |

2골
| - 션 바틀렛 - 로날트 더 부르 - 필립 코퀴 - 파트릭 클라위버르트 - 브리안 라우드루프 - 비오렐 몰도반 - 리카르도 펠라에스 - 살라헤딘 바시르 | - 압델잘릴 하다 - 마르크 빌모츠 - 페르난도 모리엔테스 - 페르난도 이에로 - 아리엘 오르테가 - 슬로보단 콤례노비치 - 로베르토 바조 | - 마이클 오언 - 앨런 시어러 - 시어도어 휘트모어 - 로베르트 프로시네치키 - 지네딘 지단 - 릴리앙 튀랑 - 에마뉘엘 프티 |

1골
| - 티자니 바방기다 - 무티우 아데포주 - 윌슨 오루마 - 선데이 올리세 - 빅터 이크페바 - 베니 매카시 - 엣하르 다비츠 - 마르크 오버르마르스 - 바우더베인 젠던 - 피에르 판 호이동크 - 셰틸 레크달 - 단 에겐 - 토레 안드레 플로 - 호바르 플로 - 유상철 - 하석주 - 알란 닐센 - 미카엘 라우드루프 - 마르크 리페르 - 페테르 묄레르 - 에베 산 - 마르틴 예르겐센 - 토마스 헬베그 - 대런 앤더튼 - 데이비드 베컴 - 폴 스콜스 | - 아드리안 일리에 - 단 페트레스쿠 - 콰우테모크 블랑코 - 알베르토 가르시아 아스페 - 무스타파 하지 - 브라이언 맥브라이드 - 뤼크 닐리스 - 에밀 코스타디노프 - 사미 알자베르 - 유수프 알투나얀 - 크레이그 벌리 - 존 앵거스 폴 콜린스 - 라울 - 루이스 엔리케 - 키코 - 클라우디오 로페스 - 하비에르 사네티 - 마우리시오 피네다 - 이비차 바스티치 - 토니 폴스터 - 안드레아스 헤어초크 - 프레드라그 미야토비치 - 시니샤 미하일로비치 - 드라간 스토이코비치 | - 메디 마다비키아 - 하미드 에스틸리 - 루이지 디 비아조 - 나카야마 마사시 - 안드레아스 묄러 - 로비 얼 - 호세 루이스 시에라 - 피에르 은장카 - 파트리크 음보마 - 레이데르 프레시아도 - 고란 블라오비치 - 마리오 스타니치 - 로베르트 야르니 - 스칸데르 수아야 - 미겔 앙헬 베니테스 - 셀소 아얄라 - 호세 카르도소 - 크리스토프 뒤가리 - 빅상트 리자라쥐 - 로랑 블랑 - 유리 조르카에프 - 다비드 트레제게 |

자책골
| - 피에르 이사 (프랑스전) - 유세프 시포 (노르웨이전) | - 게오르기 바체프 (스페인전) - 톰 보이드 (브라질전) | - 안도니 수비사레타 (나이지리아전) - 시니샤 미하일로비치 (독일전) |

### 수상
| 골든 슈       | 골든 볼  | 골든 글러브     | FIFA 페어 플레이 트로피 | 최고의 인기 팀 |
| ------------- | -------- | --------------- | ----------------------- | -------------- |
| 다보르 슈케르 | 호나우두 | 파비앵 바르테즈 | 잉글랜드 · 프랑스 ·     | 프랑스 ·       |

### 대회에서 퇴장명령을 받은 선수 목록
| - 알프레드 피리 - 아르튀르 뉘만 - 파트릭 클라위버르트 - 하석주 - 미클로스 몰나르 - 모르텐 비고르스트 - 크리스티안 뵈언스 - 라몬 라미레스 | - 파벨 파르도 - 헤르트 페르헤연 - 아나톨리 난코프 - 모하메드 알힐라이위 - 크레이그 벌리 - 아리엘 오르테가 - 데이비드 베컴 | - 데릴 포웰 - 로랑 - 리고베르 송 - 레이몽 칼라 - 마르셀 드사이 - 로랑 블랑 - 지네딘 지단 |

### 올스타 팀
올스타 팀은 1998년 FIFA 월드컵에서 우수한 활약을 펼친 16명의 선수로 구성되며, 각 구성원은 FIFA 기술위원회에 의해 선정되었다.
| 골키퍼                                 | 수비수                                                                     | 미드필더                                                  | 공격수                                                     |
| -------------------------------------- | -------------------------------------------------------------------------- | --------------------------------------------------------- | ---------------------------------------------------------- |
| 파비앙 바르테즈 호세 루이스 칠라베르트 | 호베르투 카를루스 마르셀 드사이 릴리앙 튀랑 프랑크 더 부르 카를로스 가마라 | 둥가 히바우두 미카엘 라우드루프 지네딘 지단 엣하르 다비츠 | 호나우두 다보르 슈케르 브리안 라우드루프 데니스 베르흐캄프 |

## 최종 순위
대회 종료 후, FIFA는 1998년 FIFA 월드컵 본선에 참가한 팀들의 결과를 상대적으로 반영한 최종 순위표를 발표하였다.
| 순                 | 팀                | 조 | 전 | 승 | 무 | 패 | 득 | 실 | 차  | 점 |
| ------------------ | ----------------- | -- | -- | -- | -- | -- | -- | -- | --- | -- |
| 1                  | 프랑스            | C  | 7  | 6  | 1  | 0  | 15 | 2  | +13 | 19 |
| 2                  | 브라질            | A  | 7  | 4  | 1  | 2  | 14 | 10 | +4  | 13 |
| 3                  | 크로아티아        | H  | 7  | 5  | 0  | 2  | 11 | 5  | +6  | 15 |
| 4                  | 네덜란드          | E  | 7  | 3  | 3  | 1  | 13 | 7  | +6  | 12 |
| 8강전에서 탈락     |                   |    |    |    |    |    |    |    |     |    |
| 5                  | 이탈리아          | B  | 5  | 3  | 2  | 0  | 8  | 3  | +5  | 11 |
| 6                  | 아르헨티나        | H  | 5  | 3  | 1  | 1  | 10 | 4  | +6  | 10 |
| 7                  | 독일              | F  | 5  | 3  | 1  | 1  | 8  | 6  | +2  | 10 |
| 8                  | 덴마크            | C  | 5  | 2  | 1  | 2  | 9  | 7  | +2  | 7  |
| 16강전에서 탈락    |                   |    |    |    |    |    |    |    |     |    |
| 9                  | 잉글랜드          | G  | 4  | 2  | 1  | 1  | 7  | 4  | +3  | 7  |
| 10                 | 유고슬라비아      | F  | 4  | 2  | 1  | 1  | 5  | 4  | +1  | 7  |
| 11                 | 루마니아          | G  | 4  | 2  | 1  | 1  | 4  | 3  | +1  | 7  |
| 12                 | 나이지리아        | D  | 4  | 2  | 0  | 2  | 6  | 9  | −3  | 6  |
| 13                 | 멕시코            | E  | 4  | 1  | 2  | 1  | 8  | 7  | +1  | 5  |
| 14                 | 파라과이          | D  | 4  | 1  | 2  | 1  | 3  | 2  | +1  | 5  |
| 15                 | 노르웨이          | A  | 4  | 1  | 2  | 1  | 5  | 5  | 0   | 5  |
| 16                 | 칠레              | B  | 4  | 0  | 3  | 1  | 5  | 8  | −3  | 3  |
| 조별 리그에서 탈락 |                   |    |    |    |    |    |    |    |     |    |
| 17                 | 스페인            | D  | 3  | 1  | 1  | 1  | 8  | 4  | +4  | 4  |
| 18                 | 모로코            | A  | 3  | 1  | 1  | 1  | 5  | 5  | 0   | 4  |
| 19                 | 벨기에            | E  | 3  | 0  | 3  | 0  | 3  | 3  | 0   | 3  |
| 20                 | 이란              | F  | 3  | 1  | 0  | 2  | 2  | 4  | −2  | 3  |
| 21                 | 콜롬비아          | G  | 3  | 1  | 0  | 2  | 1  | 3  | −2  | 3  |
| 22                 | 자메이카          | H  | 3  | 1  | 0  | 2  | 3  | 9  | −6  | 3  |
| 23                 | 오스트리아        | B  | 3  | 0  | 2  | 1  | 3  | 4  | −1  | 2  |
| 24                 | 남아프리카 공화국 | C  | 3  | 0  | 2  | 1  | 3  | 6  | −3  | 2  |
| 25                 | 카메룬            | B  | 3  | 0  | 2  | 1  | 2  | 5  | −3  | 2  |
| 26                 | 튀니지            | G  | 3  | 0  | 1  | 2  | 1  | 4  | −3  | 1  |
| 27                 | 스코틀랜드        | A  | 3  | 0  | 1  | 2  | 2  | 6  | −4  | 1  |
| 28                 | 사우디아라비아    | C  | 3  | 0  | 1  | 2  | 2  | 7  | −5  | 1  |
| 29                 | 불가리아          | D  | 3  | 0  | 1  | 2  | 1  | 7  | −6  | 1  |
| 30                 | 대한민국          | E  | 3  | 0  | 1  | 2  | 2  | 9  | −7  | 1  |
| 31                 | 일본              | H  | 3  | 0  | 0  | 3  | 1  | 4  | −3  | 0  |
| 32                 | 미국              | F  | 3  | 0  | 0  | 3  | 1  | 5  | −4  | 0  |

순위 판정 방법은 아래와 같다.
- 4강 진출 팀은 결승전 및 3.4위전의 경기 결과에 따라 순위를 결정한다.
- 8강 이하의 단계에서 탈락한 팀은 전체 승점과 골득실을 비교하여 순위를 결정하되, 아래와 같이 결정한다.
  - 8강에서 탈락한 팀의 순위는 최고 5위에서 최저 8위이다.
  - 16강에서 탈락한 팀의 순위는 최고 9위에서 최저 16위이다.
  - 1라운드에서 탈락한 팀의 순위는 최고 17위에서 최저 32위이다.
  - 승부차기로 끝난 경기는 무승부에 포함되며, 승부차기에 의한 득점은 총 득점에 산입하지 않는다.

## 상징

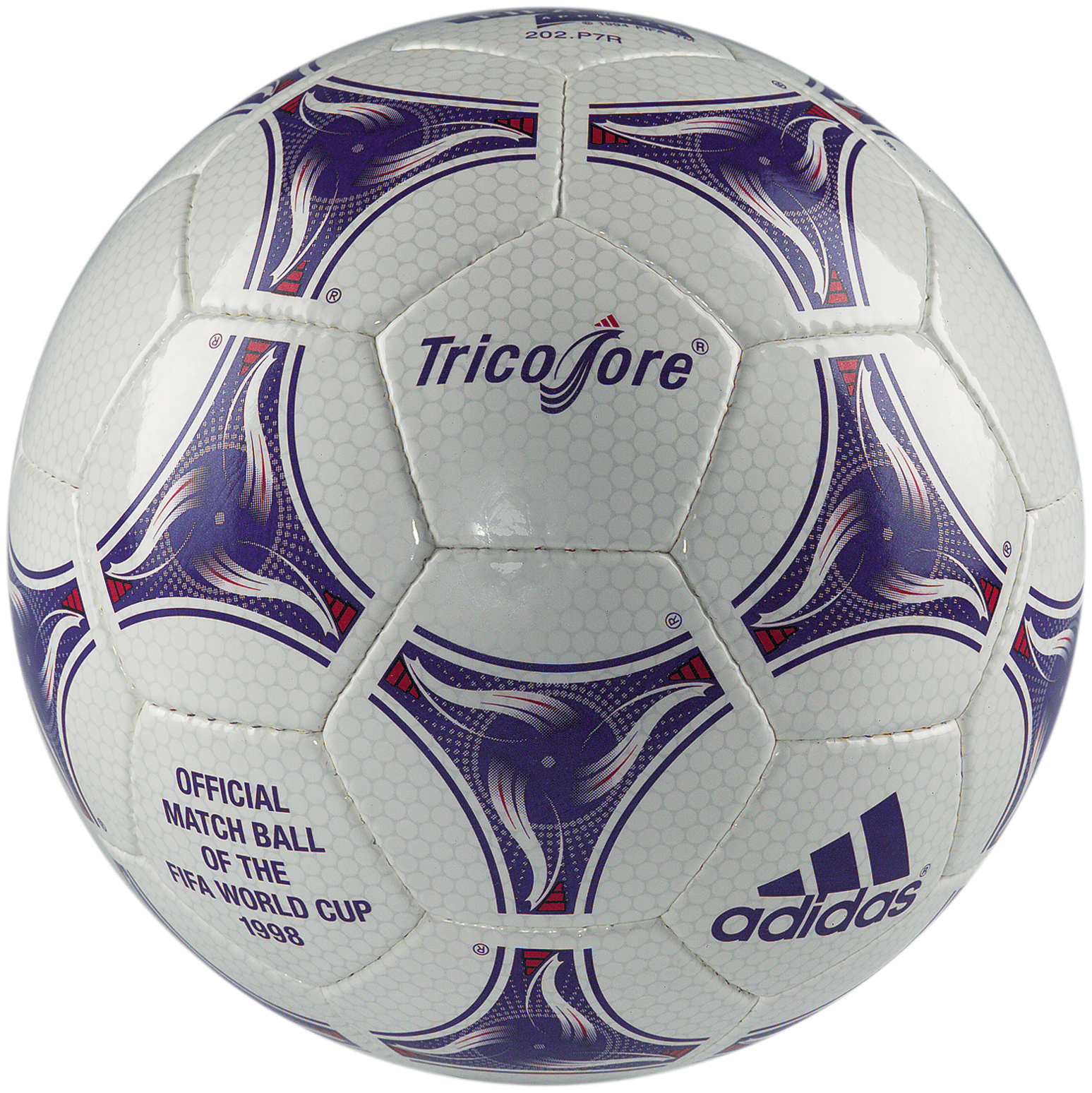
아디다스 트리콜로, 1998년 FIFA 월드컵 공식 공인구

### 마스코트
대회 공식 마스코트는 수탉 푸틱스 (Footix) 로 1996년 5월에 첫선을 보였다. 푸틱스를 처음 그려낸 사람은 디자이너 파브리스 피알로이며, 5개의 마스코트 최종 후보들 중에서 선정되었다. 연구 자료에 따르면 수탉을 공식 마스코트로 선정하자는 의견이 지배적이었다: 프랑스 국내에서 91%가 국가의 상징물로 이를 꼽았다. 이름 푸틱스는 프랑스의 텔레비전 시청자에 의해 지어졌고, "축구" (football) 에 유명 만화 아스테릭스에 붙여지는 것과 유사하게 남성형 접미사 "-ix"가 붙었다. 마스코트의 색상은 국기색과 홈 유니폼의 색상을 반영하였다. - 푸틱스는 청색 점프 수트를 착용하며, 적색 깃을 가지고 있고, 점프 수트 가슴쪽에는 '프랑스 98'이라고 백색으로 쓰여져 있다.

### 공식 주제가
1998년 FIFA 월드컵의 공식 주제가는 "인생의 컵" (La Copa de la Vida) 으로 리키 마틴에 의해 불렸다.

### 공인구
1998년 FIFA 월드컵의 공인구는 아디다스에서 제작한 트리콜로 (Tricolore) 로 프랑스어로 '3색'을 뜻한다. 이 공인구는 독일 스포츠 용품 기업이 제작해낸 8번째 공인구이며 FIFA 월드컵 역사상 최초의 다색 공인구였다. 3색기, 수탉은 프랑스의 전통적인 상징물로, 공인구 디자인에 영감을 부여했다.

## 매체

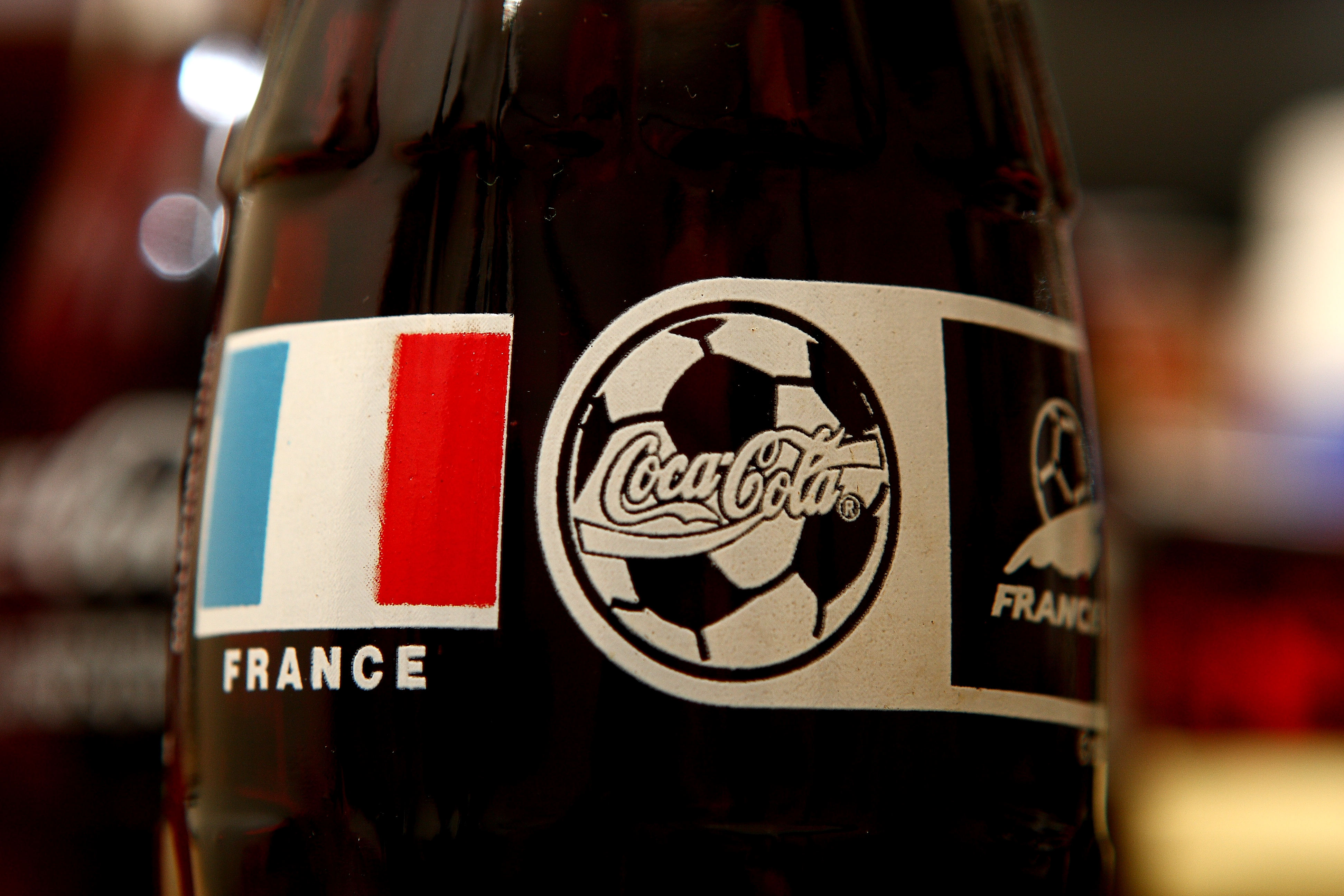
코카-콜라는 1998년 FIFA 월드컵의 공식 스폰서 기업 중 하나였다.

### 스폰서십
1998년 FIFA 월드컵의 공식 스폰서는 두 분류로 나뉘었다: FIFA 월드컵 스폰서와 프랑스 국가대표팀 스폰서.
| FIFA 월드컵 스폰서 | 프랑스 국가대표팀 스폰서                                                             |
| --- | ------------------------------------------------------------------------------------ |
| - 아디다스 - 버드와이저 - 캐논 - 코카-콜라 - 후지필름 - 질레트 (브라운) - JVC - EDS - 마스터카드 - 맥도날드 - 오펠 - 필립스 - 스니커즈 | - 프랑스 항공 - 시트로엥 - 크레디 아그리콜 - 프랑스 텔레콤 - 라 포스트 - 푸조 - 르노 |

이 중 버드와이저 (지난 두 차례 FIFA 월드컵에서 공식 스폰서를 맡은 기업)는 프랑스에서 스포츠 행사를 비롯해 알코올류 스폰서십을 금지하는 에뱅 법으로 인해 빠졌다. 버드와이저가 빠진 자리는 카시오가 대체했다.

### 중계권
FIFA는 다수의 대행 기업을 통해 1998년 FIFA 월드컵의 중계권을 판매하였다. 대한민국 중계권은 KBS가 가지고 있었다. 대회의 시청각 자료는 대회의 방송사 TVRS 98를 통해 TV와 라디오로 중계되었다.
FIFA 월드컵 경기는 200개국에서 중계되었다. 818명의 사진가들이 대회 화보를 촬영하였다. 매 경기마다 언론인들을 위한 예약석이 준비되었다. 이 예약석의 수는 결승전에 최고치를 찍었는데, 당시 1,750명의 저널리스트와 110명의 TV 해설가들이 스탠드에 머물렀다.

### 연관된 축구 게임
공식 비디오 게임 월드컵 98은 1998년 3월 13일 EA 스포츠가 마이크로소프트 윈도우, 플레이스테이션, 닌텐도 64, 그리고 게임보이로 출시하였다. 이 게임은 일렉트로닉 아츠가 FIFA로부터 1997년부터 공식 라이선스를 획득한 후 처음으로 제작한 축구 게임으로 대체적으로 호의적인 평가를 받았다.
1998년 FIFA 월드컵을 앞두고 인터내셔널 슈퍼스타 사커 98, 월드 리그 사커 98, 악투아 사커 2, 그리고 네오 지오컵 98: 더 로드 투 빅토리 등의 이 대회를 주제로 한 다수의 게임들도 출시되었다. EA 스포츠가 출시한 또다른 게임인 FIFA: 로드 투 월드컵 98은 이 대회의 예선전을 주제로 한다.

## 명성
주앙 아벨란제 FIFA 명예 회장은 FIFA 월드컵을 주최한 프랑스에 찬사를 건넸는데, 대회를 "나와 함께 영원히 할, 나는 이 잊을 수 없는 대회를 함께 목격한 이들과 함께 남을 것이다."이라 덧붙였다. FIFA 월드컵 조직위원회의 회장이자 UEFA의 회장인 렌나르트 요한손은 프랑스가 "전세계가 숨을 죽이고 지켜볼 만한 수준"을 보여주었다고 덧붙였다.
프랑스 정부의 반사법부인 프랑스회계법원은 2000년에 1998년 FIFA 월드컵의 조직에 관한 보고서를 발표하였다.

## 같이 보기
- 월드컵의 음악: 알레! 올라! 올레! – 1998년 FIFA 월드컵 공식 음반